# Offizier von der Armee
Ein Offizier von der Armee ist ein Begriff aus der preußischen Militärbürokratie.
Der bezeichnete Offizier gehörte keinem Truppenteil an, da er entweder in eine erst später frei werdende, oft höhere Kommandostelle eintreten, oder verabschiedet werden sollte. Letzteres geschah z. B. bei verdienten Offizieren, um sie in den gesetzmäßigen Genuss der Pension ihres jetzigen Dienstgrades treten zu lassen.